# Фалкенщайн (Харц)
Фалкенщайн/Харц (на немски: Falkenstein/Harz) е град в североизточен Харц в Саксония-Анхалт, Германия с 5575 жители (към 31 декември 2013).
Образуван е на 1 януари 2002 г. от град Ермслебен и 6 общини. Намира се на пътя на романтиката (Straße der Romanik).